# Renato Anselmi
Renato Anselmi (n. 26 octombrie 1891, Marigliano, Campania, Italia – d. 3 octombrie 1973, Genova, Italia) a fost un scrimer ce a reprezentat Italia, medaliat olimpic. A participat la 3 ediții ale Jocurilor Olimpice (1924, 1928, 1932) în care a câștigat o medalie de aur.